# Eremophila brevifolia
Eremophila brevifolia är en flenörtsväxtart som först beskrevs av A.Dc., och fick sitt nu gällande namn av Ferdinand von Mueller. Eremophila brevifolia ingår i släktet Eremophila och familjen flenörtsväxter. Inga underarter finns listade i Catalogue of Life.